# Katy Garbi
Katy Garbi (Grieks: Καίτη Γαρμπή) (Athene, 8 juni 1961) is een Grieks zangeres.

## Biografie
Garbi begon reeds op vijftienjarige leeftijd te zingen met haar jongere zus, Liana. In 1987 bracht ze haar eerste single uit, Sain Tropez. Het werd meteen een hit in Griekenland. CBS Records Greece pikte haar op en bood haar een platencontract aan. In 1989 bracht ze haar eerste album uit. In 1993 werd ze intern aangeduid om haar vaderland te vertegenwoordigen op het Eurovisiesongfestival 1993. Met het nummer Ellada, hora tou fotos eindigde ze in Ierland op de negende plaats. In de daaropvolgende jaren groeide haar populariteit gestaag en behaalde ze verscheidene platinumplaten. Tot op vandaag de dag blijft ze immens populariteit in Griekenland en op Cyprus.
Garbi trouwde in 1997 en kreeg in 1999 een zoon.